# Pryskyřník velký
Pryskyřník velký (Ranunculus lingua), někdy udáván jako pryskyřník veliký je druh rostliny z čeledi pryskyřníkovité (Ranunculaceae).

## Popis
Jedná se asi o 60–120 cm (řidčeji až 150 cm) vysokou vytrvalou rostlinu s podzemním článkovaným oddenkem a podzemními až 80 cm dlouhými výběžky. Lodyha je rýhovaná, dutá, lysá až řídce chlupatá, v dolních uzlinách s adventivními kořeny. Listy jsou střídavé, jednoduché a celistvé, přízemní jsou krátce řapíkaté, lodyžní přisedlé až poloobjímavé. Čepele jsou v obrysu v případě přízemních podlouhle vějčité až široce kopinaté, u lodyžních užší, až čárkovitě kopinaté, mohou být až 20 cm dlouhé a asi 2 cm široké, na okraji celokrajné až jemně pilovité, na ploše řídce bíle chlupaté (na střední žilce až hustě). Květy jsou na pryskyřník nápadně velké, 2–4 cm v průměru, zlatožluté barvy. Kališních lístků je 5, zelenavé barvy se světlým lemem, záhy opadávající. Kvete v červnu až v červenci. Korunní lístky jsou zlatožluté, okrouhle obvejčité, 1–2 cm dlouhé. Plodem je nažka, která je asi 2,5–3 mm dlouhá a na vrcholu nese krátký zahnutý zobánek, nažky jsou uspořádány do souplodí. Počet chromozómů je 2n=28.

## Rozšíření
Pryskyřník veliký roste s rozdílnou četností výskytu ve většině Evropy, ve Středozemí jen zřídka chybí na Pyrenejském poloostrově. Na východ sahá až po západní Sibiř a západní Himálaj. V Severní Americe roste příbuzný druh Ranunculus ambigens.
V České republice to je celkem vzácný druh a je veden jako silně ohrožený (kategorie C2).  Hojněji roste snad jen v jihočeských rybničních pánvích, jinde jen vzácně od nížin po pahorkatiny. Je to vlhkomilný druh, najdeme ho na okrajích stojatých až pomalu tekoucích vod, v tůních a bažinách.

## Možnosti záměny
Asi těžko zaměnitelný druh. Možná snad s pryskyřníkem plaménkem (Ranunculus flammula), ale ten je mnohem menší (nejvýše 50 cm, ale většinou ještě méně), má menší květy (nejvýše 1,5 cm v průměru), nemá podzemní výběžky a lodyhu má plnou, nikoliv dutou.